# Esclerócito
Esclerócitos são as células responsáveis pela secreção das espículas, estruturas mineralizadas, nos poríferos.
Em esponjas, segregam espículas de calcário ou sílica que se encontram no mesênquima. Os esclerócitos produzem espículas via a formação de uma tríade de células. Esta tríade passa por mitose, criando seis esclerócitos. Aos pares, os esclerócitos segregam os minerais que criam as espículas.
Em estrelas do mar, estão presentes na derme e segrega os microcristais de calcite a partir dos quais são formados os ossículos. Também fazem crescer e reparam os ossículos.